# Nelsan Ellis

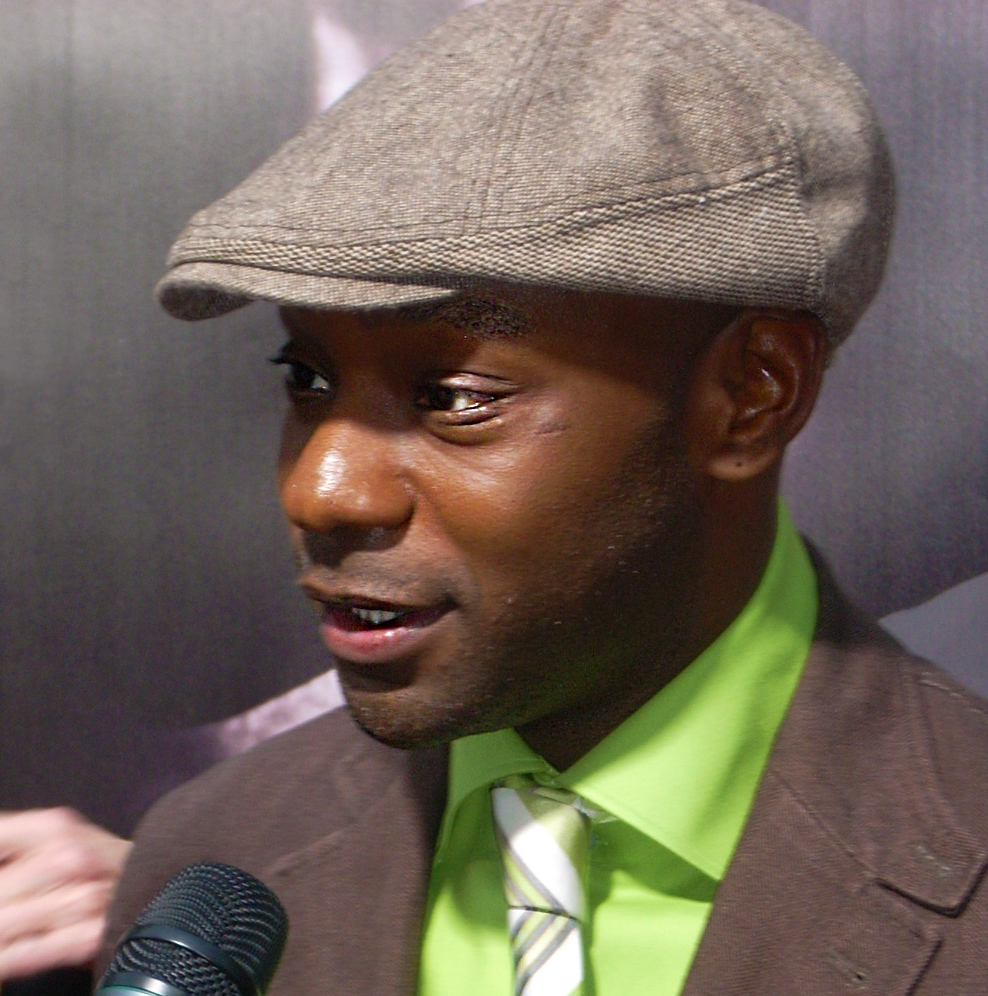
Nelsan Ellis (2009)

Nelsan Ellis (* 30. November 1977 in Harvey, Illinois; † 8. Juli 2017 in Los Angeles, Kalifornien) war ein US-amerikanischer Schauspieler.

## Leben
Nelsan Ellis wurde in Harvey, Illinois geboren. Nach der Scheidung seiner Eltern zog er mit seiner Mutter nach Alabama. In seiner Jugend kehrte er nach Illinois zurück und machte 1997 seinen Abschluss an der Thornridge High School in Dolton. Danach besuchte er die Juilliard School in New York City. Während seiner Zeit an der Julliard schrieb er ein Theaterstück mit dem Titel Ugly, das auch dort aufgeführt und für das er mit dem Lincoln Center’s Martin E. Segal Award ausgezeichnet wurde.
Seine erste Filmrolle hatte er 2002 im Kurzfilm Lost. 2005 spielte er in dem Film Warm Springs an der Seite von Kenneth Branagh und Kathy Bates. Es folgten Gastauftritte in Without a Trace – Spurlos verschwunden und Veronica Mars sowie weitere kleine Filmrollen. Der Durchbruch gelang ihm mit der Fernsehserie True Blood, für die er 2008 als bester Nebendarsteller mit einem Satellite Award ausgezeichnet wurde und in der er bis zu ihrem Ende 2014 zu sehen war. Von 2016 bis 2017 hatte er eine wiederkehrende Nebenrolle in Elementary.

## Tod
Ellis starb am 8. Juli 2017 im Alter von 39 Jahren im Woodhull Medical Center in Brooklyn, New York. In einer am 10. Juli 2017 veröffentlichten Erklärung gab seine Familie bekannt, dass er über Jahre hinweg mit einer Suchtproblematik, insbesondere Drogen- und Alkoholmissbrauch, zu kämpfen hatte. Aufgrund von Schamgefühlen war er lange Zeit nicht bereit, mit anderen über seine Sucht zu sprechen. In den Tagen vor seinem Tod versuchte Ellis, den Alkoholentzug eigenständig durchzuführen. Dieser Entzugsversuch führte zu schweren Komplikationen, die in eine Krankenhausaufnahme mündeten und schließlich zu seinem Tod durch Herzversagen führten. Ellis hinterließ seinen Sohn, Breon Ellis.

## Filmografie (Auswahl)
- 2002: Lost (Kurzfilm)
- 2005: Warm Springs
- 2005: The Inside (Fernsehserie, 13 Episoden)
- 2005: Trespass
- 2007: Veronica Mars (Fernsehserie, Episode 3x18)
- 2008: The Express
- 2008–2014: True Blood (Fernsehserie)
- 2009: Der Solist (The Soloist)
- 2009: Without a Trace – Spurlos verschwunden (Without a Trace, Fernsehserie, Episode 6x01)
- 2010: Secretariat – Ein Pferd wird zur Legende (Secretariat)
- 2011: The Help
- 2012: The Reluctant Fundamentalist
- 2013: Der Butler (The Butler)
- 2014: Get on Up
- 2015: The Stanford Prison Experiment
- 2016: Little Boxes
- 2016–2017: Elementary (Fernsehserie, 11 Episoden)

## Auszeichnungen
- 2008: Satellite Award in der Kategorie Bester Nebendarsteller in einer Serie, Miniserie oder in einem Fernsehfilm für True Blood